# Kroatien i Eurovision Song Contest
Kroatien debuterede i Eurovision Song Contest som selvstændigt land i 1993 og deltog herefter hvert år indtil 2013.
Landet har tidligere været repræsenteret i Eurovision mellem 1961 og 1991 i som en del af Jugoslavien. Kroatien var den mest succesrige delrepublik i Jugoslavien i Eurovision, 13 af de 26 jugoslaviske repræsentanter var kroatisk, og Jugoslaviens eneste vinder, Riva med "Rock Me" i 1989, er kroatisk. Eurovision Song Contest 1990 blev afholdt i Zagreb som et resultat.

## Repræsentanter
Nøgle
     Vinder
     Anden plads
     Tredje plads
     Sidste plads
     Deltager valgt, men konkurrerede ikke
| År                         | Kunstner                       | Sang                      | Sprog              | Oversættelse               | Finale             | Point              | Semi               | Point              |
| -------------------------- | ------------------------------ | ------------------------- | ------------------ | -------------------------- | ------------------ | ------------------ | ------------------ | ------------------ |
| 1993                       | Put                            | "Don't Ever Cry"          | Kroatisk, engelsk  | Græd aldrig                | 15                 | 33                 | 3                  | 51                 |
| 1994                       | Tony Cetinski                  | "Nek' ti bude ljubav sva" | Kroatisk           | Du kan have al kærligheden | 16                 | 27                 | Ingen semifinaler  | Ingen semifinaler  |
| 1995                       | Magazin & Lidija Horvat-Dunjko | "Nostalgija"              | Kroatisk           | Nostalgi                   | 6                  | 91                 | Ingen semifinaler  | Ingen semifinaler  |
| 1996                       | Maja Blagdan                   | "Sveta ljubav"            | Kroatisk           | Hellig kærlighed           | 4                  | 98                 | 19                 | 30                 |
| 1997                       | E.N.I.                         | "Probudi me"              | Kroatisk           | Væk mig                    | 17                 | 24                 | Ingen semifinaler  | Ingen semifinaler  |
| 1998                       | Danijela Martinović            | "Neka mi ne svane"        | Kroatisk           | Lad mig komme frem         | 5                  | 131                | Ingen semifinaler  | Ingen semifinaler  |
| 1999                       | Doris Dragović                 | "Marija Magdalena"        | Kroatisk           | —                          | 4                  | 118                | Ingen semifinaler  | Ingen semifinaler  |
| 2000                       | Goran Karan                    | "Kad zaspu anđeli"        | Kroatisk           | Når engle falder i søvn    | 9                  | 70                 | Ingen semifinaler  | Ingen semifinaler  |
| 2001                       | Vanna                          | "Strings of My Heart"     | Engelsk            | Strenge i mit hjerte       | 10                 | 42                 | Ingen semifinaler  | Ingen semifinaler  |
| 2002                       | Vesna Pisarović                | "Everything I Want"       | Engelsk            | Alt jeg ønsker mig         | 11                 | 44                 | Ingen semifinaler  | Ingen semifinaler  |
| 2003                       | Claudia Beni                   | "Više nisam tvoja"        | Kroatisk, engelsk  | Jeg er ikke din            | 15                 | 29                 | Ingen semifinaler  | Ingen semifinaler  |
| 2004                       | Ivan Mikulić                   | "You Are The Only One"    | Engelsk            | Du er den eneste           | 12                 | 50                 | 9                  | 72                 |
| 2005                       | Boris Novković & Lado          | "Vukovi umiru sami"       | Kroatisk           | Ulve dør alene             | 11                 | 115                | 4                  | 169                |
| 2006                       | Severina Vučković              | "Moja štikla"             | Kroatisk           | Min hæl                    | 12                 | 56                 | Top 11 året før1   | Top 11 året før1   |
| 2007                       | Dragonfly & Dado Topić         | "Vjerujem u ljubav"       | Kroatisk, engelsk  | Jeg tror på kærlighed      | Ikke kvalificeret  | Ikke kvalificeret  | 16                 | 54                 |
| 2008                       | Kraljevi ulice & 75 cents      | "Romanca"                 | Kroatisk           | Forsvinde                  | 21                 | 44                 | 4                  | 112                |
| 2009                       | Igor Cukrov & Andrea Šušnjara  | "Lijepa Tena"             | Kroatisk           | Smuk kvinde                | 18                 | 45                 | 132                | 33                 |
| 2010                       | Feminnem                       | "Lako je sve"             | Kroatisk           | Alt er let                 | Ikke kvalificeret  | Ikke kvalificeret  | 13                 | 33                 |
| 2011                       | Daria Kinzer                   | "Celebrate"               | Engelsk            | Fejr                       | Ikke kvalificeret  | Ikke kvalificeret  | 15                 | 41                 |
| 2012                       | Nina Badrić                    | "Nebo"                    | Kroatisk           | Sky                        | Ikke kvalificeret  | Ikke kvalificeret  | 12                 | 42                 |
| 2013                       | Klapa s Mora                   | "Mižerija"                | Kroatisk           | Elendighed                 | Ikke kvalificeret  | Ikke kvalificeret  | 13                 | 38                 |
| Deltog ikke i 2014 og 2015 |                                |                           |                    |                            |                    |                    |                    |                    |
| 2016                       | Nina Kraljić                   | "Lighthouse"              | Engelsk            | Fyrtårn                    | 23                 | 73                 | 10                 | 133                |
| 2017                       | Jacques Houdek                 | "My Friend"               | Engelsk, italiensk | Min ven                    | 13                 | 128                | 8                  | 141                |
| 2018                       | Franka                         | "Crazy"                   | Engelsk            | Skør                       | Ikke kvalificeret  | Ikke kvalificeret  | 17                 | 63                 |
| 2019                       | Roko                           | "The Dream"               | Engelsk, kroatisk  | Drømmen                    | Ikke kvalificeret  | Ikke kvalificeret  | 14                 | 64                 |
| 2020                       | Damir Kedžo                    | "Divlji vjetre"           | Kroatisk           | Vilde vinde                | Konkurrence aflyst | Konkurrence aflyst | Konkurrence aflyst | Konkurrence aflyst |
| 2021                       | Albina                         | "Tick Tock"               | Engelsk, kroatisk  | Tik-tak                    | Ikke kvalificeret  | Ikke kvalificeret  | 11                 | 110                |
| 2022                       | Mia Dimšić                     | "Guilty Pleasure"         | Engelsk, kroatisk  | Skamfuld fornøjelse        | Ikke kvalificeret  | Ikke kvalificeret  | 11                 | 75                 |
| 2023                       | Let 3                          | "Mama ŠČ!"                | Kroatisk           | —                          | 13                 | 123                | 8                  | 76                 |
| 2024                       | Baby Lasagna                   | "Rim Tim Tagi Dim"        | Engelsk            | —                          | 2                  | 547                | 1                  | 177                |
| 2025                       | Marko Bošnjak                  | "Poison Cake"             | Engelsk            | Giftkage                   | Ikke kvalificeret  | Ikke kvalificeret  | 12                 | 28                 |

1. ↑ I 2006 var Kroatien direkte i finalen pga. afbud fra Serbien og Montenegro.
2. ↑ I 2009 kvalificerede Kroatien sig til finalen pga. resultatet fra back up-juryerne.

## Repræsentanter fra Kroatien som del af Jugoslavien
Eurovision Song Contest 1990 blev afholdt i Kroatien, da gruppen Riva der vandt i 1989, var fra Kroatien.
| År   | Sang                 | Oversættelse             | Artist                                  | Placering |
| ---- | -------------------- | ------------------------ | --------------------------------------- | --------- |
| 1963 | Brodovi              | Både                     | Vice Vukov                              | 11        |
| 1965 | Čežnja               | Længes                   | Vice Vukov                              | 12        |
| 1968 | Jedan dan            | En dag                   | Luci Capurso & Hamo Hajdarhodžić        | 7         |
| 1969 | Pozdrav svijetu      | Hilsner til verden       | "Ivan & Los M's"                        | 13        |
| 1971 | Tvoj dječak je tužan | Din Dreng ked af det     | Krunoslav Slabinac                      | 14        |
| 1972 | Muzika i ti          | Musik og dig             | Tereza Kesovija                         | 9         |
| 1983 | Džuli                | Julie                    | Daniel                                  | 4         |
| 1986 | Željo moja           | Min længsel              | Doris Dragović                          | 11        |
| 1987 | Ja sam za ples       | Jeg er klar til at danse | Novi fosili                             | 4         |
| 1988 | Mangup               | Bandit                   | Srebrna krila                           | 6         |
| 1989 | Rock me baby         | Rock mig skat            | "Riva"                                  | 1         |
| 1990 | Hajde da ludujemo    | Lad os slå os løs        | Tatiana Cameron (then known as "Tajči") | 7         |

## Pointstatistik (1993-2025)

### Flest point til og fra - top 5
NB: Kun point givet i finalerne er talt med.
| Kroatien har givet flest point til | Kroatien har givet flest point til | Kroatien har givet flest point til |
| Placering                          | Land                               | Point                              |
| ---------------------------------- | ---------------------------------- | ---------------------------------- |
| 1                                  | Serbien                            | 157                                |
| 2                                  | Italien                            | 147                                |
| 3                                  | Bosnien-Hercegovina                | 144                                |
| 4                                  | Slovenien                          | 118                                |
| 5                                  | Ukraine                            | 96                                 |

| Kroatien har modtaget flest point fra | Kroatien har modtaget flest point fra | Kroatien har modtaget flest point fra |
| Placering                             | Land                                  | Point                                 |
| ------------------------------------- | ------------------------------------- | ------------------------------------- |
| 1                                     | Slovenien                             | 155                                   |
| 2                                     | Bosnien-Hercegovina                   | 115                                   |
| 3                                     | Malta                                 | 91                                    |
| 4                                     | Schweiz                               | 82                                    |
| 5                                     | Nordmakedonien                        | 77                                    |

### 12 point til og fra
NB: Kun 12 point givet i finalerne er talt med.
| Kroatien har modtaget 12 point fra | Kroatien har modtaget 12 point fra | Kroatien har modtaget 12 point fra                                                 |
| År                                 | Jury                               | Televoting                                                                         |
| ---------------------------------- | ---------------------------------- | ---------------------------------------------------------------------------------- |
| 1994                               | Slovakiet                          | Ingen separat televoting                                                           |
| 1995                               | Malta, Slovenien, Spanien          | Ingen separat televoting                                                           |
| 1998                               | Nordmakedonien, Slovenien          | Ingen separat televoting                                                           |
| 1999                               | Slovenien, Spanien                 | Ingen separat televoting                                                           |
| 2002                               | Slovenien                          | Ingen separat televoting                                                           |
| 2005                               | Bosnien-Hercegovina, Slovenien     | Ingen separat televoting                                                           |
| 2006                               | Bosnien-Hercegovina                | Ingen separat televoting                                                           |
| 2009                               | Bosnien-Hercegovina                | Ingen separat televoting                                                           |
| 2017                               | Modtog ikke 12 point               | Montenegro, Slovenien                                                              |
| 2023                               | Modtog ikke 12 point               | Slovenien                                                                          |
| 2024                               | Cypern, Serbien                    | Albanien, Aserbajdsjan, Danmark, Irland, Island, Norge, Serbien, Slovenien, Østrig |

| Kroatien har givet 12 point til | Kroatien har givet 12 point til | Kroatien har givet 12 point til |
| År                              | Jury                            | Televoting                      |
| ------------------------------- | ------------------------------- | ------------------------------- |
| 1993                            | Norge                           | Ingen separat televoting        |
| 1994                            | Irland                          | Ingen separat televoting        |
| 1995                            | Malta                           | Ingen separat televoting        |
| 1996                            | Malta                           | Ingen separat televoting        |
| 1997                            | Storbritannien                  | Ingen separat televoting        |
| 1998                            | Storbritannien                  | Ingen separat televoting        |
| 1999                            | Slovenien                       | Ingen separat televoting        |
| 2000                            | Rusland                         | Ingen separat televoting        |
| 2001                            | Danmark                         | Ingen separat televoting        |
| 2002                            | Malta                           | Ingen separat televoting        |
| 2003                            | Rusland                         | Ingen separat televoting        |
| 2004                            | Serbien og Montenegro           | Ingen separat televoting        |
| 2005                            | Serbien og Montenegro           | Ingen separat televoting        |
| 2006                            | Bosnien-Hercegovina             | Ingen separat televoting        |
| 2007                            | Serbien                         | Ingen separat televoting        |
| 2008                            | Bosnien-Hercegovina             | Ingen separat televoting        |
| 2009                            | Bosnien-Hercegovina             | Ingen separat televoting        |
| 2010                            | Tyrkiet                         | Ingen separat televoting        |
| 2011                            | Slovenien                       | Ingen separat televoting        |
| 2012                            | Serbien                         | Ingen separat televoting        |
| 2013                            | Ukraine                         | Ingen separat televoting        |
| 2016                            | Australien                      | Serbien                         |
| 2017                            | Ungarn                          | Ungarn                          |
| 2018                            | Litauen                         | Serbien                         |
| 2019                            | Italien                         | Italien                         |
| 2021                            | Italien                         | Serbien                         |
| 2022                            | Serbien                         | Serbien                         |
| 2023                            | Italien                         | Slovenien                       |
| 2024                            | Portugal                        | Serbien                         |
| 2025                            | Italien                         | Estland                         |

### Flest point til og fra - alle lande
NB: Kun point givet i finalerne er talt med.
| Kroatien har givet point til | Kroatien har givet point til | Kroatien har givet point til |
| Placering                    | Land                         | Point                        |
| ---------------------------- | ---------------------------- | ---------------------------- |
| 1                            | Serbien                      | 157                          |
| 2                            | Italien                      | 147                          |
| 3                            | Bosnien-Hercegovina          | 144                          |
| 4                            | Slovenien                    | 118                          |
| 5                            | Ukraine                      | 96                           |
| 6                            | Malta                        | 85                           |
| 7                            | Rusland                      | 82                           |
| 8                            | Sverige                      | 75                           |
| 9                            | Nordmakedonien               | 74                           |
| 10                           | Frankrig                     | 72                           |
| 11                           | Norge                        | 66                           |
| =                            | Storbritannien               | 66                           |
| 13                           | Israel                       | 60                           |
| 14                           | Irland                       | 57                           |
| 15                           | Grækenland                   | 56                           |
| 16                           | Spanien                      | 55                           |
| 17                           | Albanien                     | 54                           |
| =                            | Portugal                     | 54                           |
| 19                           | Ungarn                       | 53                           |
| 20                           | Cypern                       | 48                           |
| =                            | Tyrkiet                      | 48                           |
| 22                           | Estland                      | 46                           |
| 23                           | Schweiz                      | 42                           |
| 24                           | Finland                      | 40                           |
| 25                           | Holland                      | 38                           |
| =                            | Tyskland                     | 38                           |
| 27                           | Litauen                      | 34                           |
| 28                           | Bulgarien                    | 33                           |
| 29                           | Østrig                       | 32                           |
| 30                           | Island                       | 31                           |
| 31                           | Aserbajdsjan                 | 29                           |
| =                            | Danmark                      | 29                           |
| =                            | Tjekkiet                     | 29                           |
| 34                           | Moldova                      | 28                           |
| 35                           | Serbien og Montenegro        | 24                           |
| 36                           | Australien                   | 23                           |
| 37                           | Letland                      | 21                           |
| 38                           | Rumænien                     | 19                           |
| 39                           | Polen                        | 12                           |
| 40                           | Belgien                      | 11                           |
| 41                           | Georgien                     | 9                            |
| 42                           | Slovakiet                    | 8                            |
| 43                           | Armenien                     | 7                            |
| 44                           | Hviderusland                 | 5                            |
| =                            | Luxembourg                   | 5                            |
| 46                           | San Marino                   | 2                            |
| 47                           | Andorra                      | 0                            |
| =                            | Jugoslavien                  | 0                            |
| =                            | Marokko                      | 0                            |
| =                            | Monaco                       | 0                            |
| =                            | Montenegro                   | 0                            |

| Kroatien har modtaget point fra | Kroatien har modtaget point fra | Kroatien har modtaget point fra |
| Placering                       | Land                            | Point                           |
| ------------------------------- | ------------------------------- | ------------------------------- |
| 1                               | Slovenien                       | 155                             |
| 2                               | Bosnien-Hercegovina             | 115                             |
| 3                               | Malta                           | 91                              |
| 4                               | Schweiz                         | 82                              |
| 5                               | Nordmakedonien                  | 77                              |
| 6                               | Østrig                          | 76                              |
| 7                               | Tyskland                        | 73                              |
| 8                               | Island                          | 55                              |
| 9                               | Cypern                          | 50                              |
| =                               | Tyrkiet                         | 50                              |
| 11                              | Serbien                         | 49                              |
| 12                              | Irland                          | 48                              |
| 13                              | Israel                          | 45                              |
| =                               | Polen                           | 45                              |
| =                               | Ukraine                         | 45                              |
| 16                              | Spanien                         | 41                              |
| 17                              | Portugal                        | 40                              |
| 18                              | Norge                           | 39                              |
| 19                              | Grækenland                      | 37                              |
| =                               | Sverige                         | 37                              |
| 21                              | Litauen                         | 36                              |
| =                               | Storbritannien                  | 36                              |
| 23                              | Finland                         | 35                              |
| 24                              | Montenegro                      | 33                              |
| 25                              | Albanien                        | 32                              |
| =                               | Estland                         | 32                              |
| =                               | Frankrig                        | 32                              |
| =                               | Holland                         | 32                              |
| 29                              | Letland                         | 27                              |
| =                               | Slovakiet                       | 27                              |
| 31                              | Belgien                         | 26                              |
| =                               | Italien                         | 26                              |
| 33                              | Serbien og Montenegro           | 25                              |
| 34                              | Australien                      | 24                              |
| 35                              | Aserbajdsjan                    | 22                              |
| =                               | Tjekkiet                        | 22                              |
| 37                              | Danmark                         | 20                              |
| =                               | Rumænien                        | 20                              |
| 39                              | Moldova                         | 18                              |
| 40                              | Rusland                         | 17                              |
| 41                              | Luxembourg                      | 16                              |
| 42                              | Armenien                        | 15                              |
| 43                              | Ungarn                          | 12                              |
| 44                              | Monaco                          | 11                              |
| =                               | San Marino                      | 11                              |
| 46                              | Georgien                        | 10                              |
| 47                              | Hviderusland                    | 5                               |
| 48                              | Bulgarien                       | 3                               |
| 49                              | Andorra                         | 0                               |
| =                               | Jugoslavien                     | 0                               |
| =                               | Marokko                         | 0                               |

## Kommentatorer og jurytalsmænd
| År   | Kommentator                 | Jurytalsmand          |
| ---- | --------------------------- | --------------------- |
| 1993 | Aleksandar "Aco" Kostadinov | Velimir Đuretić       |
| 1994 | Aleksandar "Aco" Kostadinov | Helga Vlahović        |
| 1995 | Aleksandar "Aco" Kostadinov | Daniela Trbović       |
| 1996 | Aleksandar "Aco" Kostadinov | Daniela Trbović       |
| 1997 | Aleksandar "Aco" Kostadinov | Davor Meštrović       |
| 1998 | Aleksandar "Aco" Kostadinov | Davor Meštrović       |
| 1999 | Aleksandar "Aco" Kostadinov | Marko Rašica          |
| 2000 | Aleksandar "Aco" Kostadinov | Marko Rašica          |
| 2001 | Ante Batinović              | Daniela Trbović       |
| 2002 | Oliver Mlakar               | Duško Čurlić          |
| 2003 | Daniela Trbović             | Davor Meštrović       |
| 2004 | Aleksandar "Aco" Kostadinov | Barbara Kolar         |
| 2005 | Aleksandar "Aco" Kostadinov | Barbara Kolar         |
| 2006 | Duško Čurlić                | Mila Horvat           |
| 2007 | Duško Čurlić                | Barbara Kolar         |
| 2008 | Duško Čurlić                | Barbara Kolar         |
| 2009 | Duško Čurlić                | Mila Horvat           |
| 2010 | Duško Čurlić                | Mila Horvat           |
| 2011 | Duško Čurlić                | Nevena Rendeli        |
| 2012 | Duško Čurlić                | Nevena Rendeli        |
| 2013 | Duško Čurlić                | Uršula Tolj           |
| 2014 | Aleksandar "Aco" Kostadinov | Deltog ikke           |
| 2015 | Ingen udsendelse            | Deltog ikke           |
| 2016 | Duško Čurlić                | Nevena Rendeli        |
| 2017 | Duško Čurlić                | Uršula Tolj           |
| 2018 | Duško Čurlić                | Uršula Tolj           |
| 2019 | Duško Čurlić                | Monika Lelas Halambek |
| 2021 | Duško Čurlić                | Ivan Dorian Molnar    |
| 2022 | Duško Čurlić                | Ivan Dorian Molnar    |
| 2023 | Duško Čurlić                | Maja Ciglenečki       |
| 2024 | Duško Čurlić                | Ivan Dorian Molnar    |
| 2025 | Duško Čurlić                | Doris Pinčić          |

## Galleri
- Dragonfly and Dado Topić i Helsinki (2007)
- Kraljevi ulice & 75 cents i Beograd (2008)